# Yves Berendse

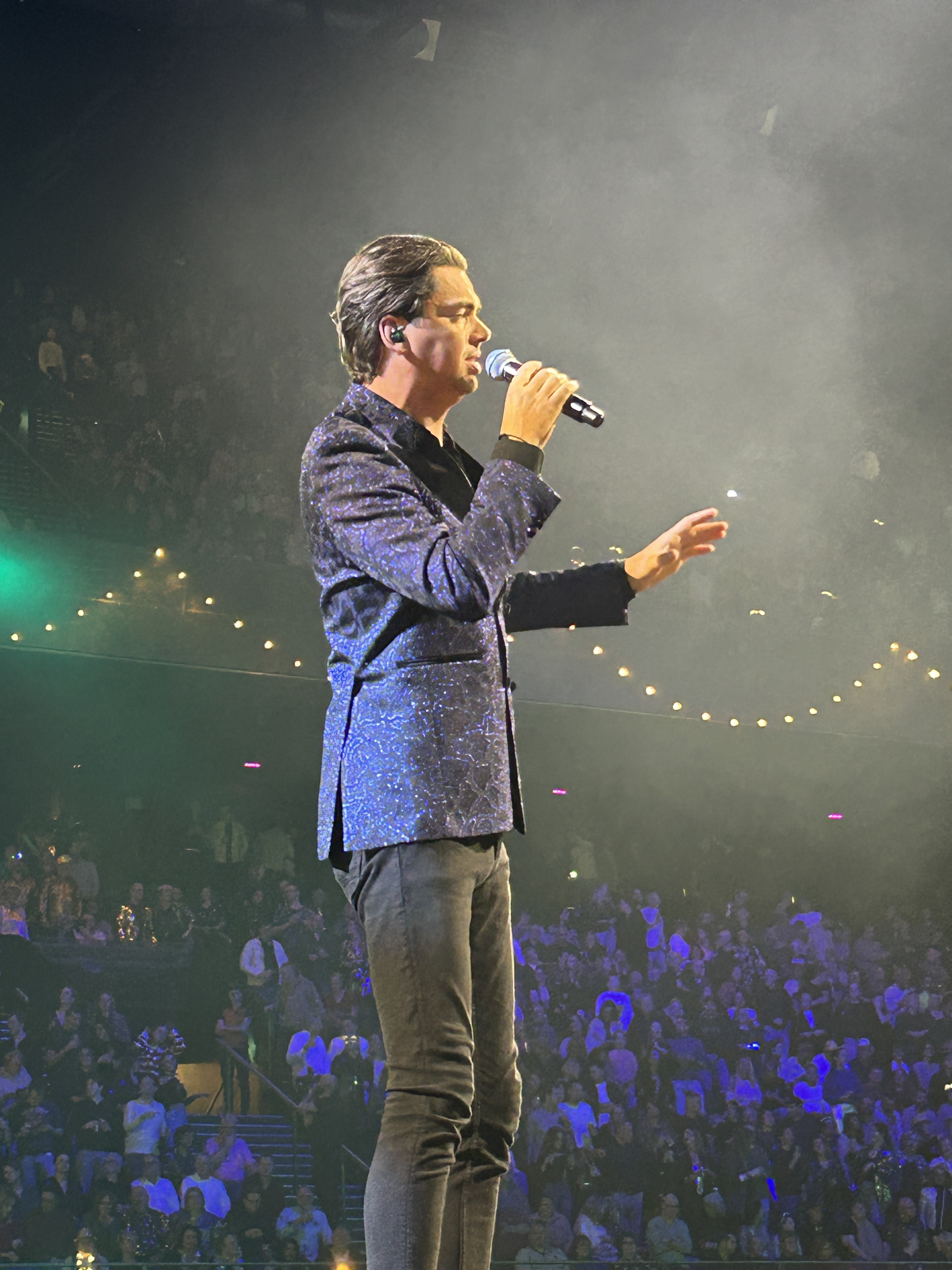
Yves Berendse, 2024

Yves Berendse (* 29. Oktober 1993 in Haarlem) ist ein niederländischer Sänger.

## Karriere
Im Jahr 2016 unterschrieb Berendse seinen ersten Plattenvertrag beim niederländischen Label Dino Music, wo seine Debütsingle Zin in jou erschien. Diese entwickelte sich zu einem Radiohit und wurde inzwischen mit Platin ausgezeichnet. Noch im selben Jahr wurde er beim Buma Talent Award in der Kategorie Newcomer ausgezeichnet. 2018 erschien sein Debütalbum Het einde van het begin mit welchem er erstmald die niederländischen Albumcharts erreichte.
Mit Terug in de tijd gelang ihm 2023 sein endgültiger Durchbruch und ein Nummer-eins-Hit in seiner Heimat. Im Mai 2025 folgte sein zweites Studioalbum Voor altijd.

## Diskografie

### Studioalben
| Jahr | Titel                   | Höchstplatzierung, Gesamtwochen, AuszeichnungChartplatzierungen (Jahr, Titel, Platzierungen, Wochen, Auszeichnungen, Anmerkungen) | Höchstplatzierung, Gesamtwochen, AuszeichnungChartplatzierungen (Jahr, Titel, Platzierungen, Wochen, Auszeichnungen, Anmerkungen) | Anmerkungen                           |
| Jahr | Titel                   | NL | BEF | Anmerkungen                           |
| ---- | ----------------------- | --- | --- | ------------------------------------- |
| 2018 | Het einde van het begin | NL50 Gold · (1 Wo.)NL | — | Erstveröffentlichung: 31. August 2018 |
| 2025 | Voor altijd             | NL4 (… Wo.)NL | — | Erstveröffentlichung: 16. Mai 2025    |

### Livealben
- 2022: Yves Berendse live im Concertgebouw

### Singles
| Jahr | Titel Album                                    | Höchstplatzierung, Gesamtwochen, AuszeichnungChartplatzierungen (Jahr, Titel, Album, Platzierungen, Wochen, Auszeichnungen, Anmerkungen) | Höchstplatzierung, Gesamtwochen, AuszeichnungChartplatzierungen (Jahr, Titel, Album, Platzierungen, Wochen, Auszeichnungen, Anmerkungen) | Anmerkungen                                                                                    |
| Jahr | Titel Album                                    | NL | BEF | Anmerkungen                                                                                    |
| ---- | ---------------------------------------------- | --- | --- | ---------------------------------------------------------------------------------------------- |
| 2015 | Voor jou Het einde van het begin               | — | — | Erstveröffentlichung: 22. April 2015                                                           |
| 2016 | Zin in jou Het einde van het begin             | NL— PlatinNL | — | Erstveröffentlichung: 3. Juni 2016                                                             |
| 2016 | Onderweg voor Kerstmis –                       | — | — | Erstveröffentlichung: 6. Dezember 2016 Original: Chris Rea – Driving Home for Christmas (1988) |
| 2017 | Ik wil alleen maar jou Het einde van het begin | — | — | Erstveröffentlichung: 17. Februar 2017                                                         |
| 2017 | Net als domino Het einde van het begin         | — | — | Erstveröffentlichung: 9. Juni 2017                                                             |
| 2017 | Als ze danst Het einde van het begin           | — | — | Erstveröffentlichung: 10. November 2017                                                        |
| 2018 | Dat is liefde Het einde van het begin          | — | — | Erstveröffentlichung: 26. April 2018                                                           |
| 2018 | Lust Het einde van het begin                   | — | — | Erstveröffentlichung: 13. Juli 2018                                                            |
| 2019 | Dicht bij mij –                                | — | — | Erstveröffentlichung: 19. April 2019                                                           |
| 2019 | Wat een vriend –                               | — | — | Erstveröffentlichung: 22. November 2019                                                        |
| 2020 | Laat het los –                                 | — | — | Erstveröffentlichung: 11. September 2020                                                       |
| 2021 | Caruso (Nu jij hier niet meer bent) –          | — | — | Erstveröffentlichung: 26. März 2021 mit Joël Borelli                                           |
| 2021 | Hoe kan het –                                  | — | — | Erstveröffentlichung: 23. Juli 2021                                                            |
| 2021 | Vakantieliefde (Live) –                        | — | — | Erstveröffentlichung: 8. Oktober 2021                                                          |
| 2022 | Voorgoed voorbij –                             | — | — | Erstveröffentlichung: 9. Februar 2022                                                          |
| 2022 | Vanavond –                                     | — | — | Erstveröffentlichung: 22. Juli 2022                                                            |
| 2023 | Terug in de tijd –                             | NL1 Diamant · (33 Wo.)NL | BEF37 (3 Wo.)BEF | Erstveröffentlichung: 2. Juni 2023                                                             |
| 2024 | Alleen met jou Voor altijd                     | NL11 Gold · (22 Wo.)NL | — | Erstveröffentlichung: 27. September 2024 feat. Emma Heesters                                   |
| 2025 | Vandaag ben ik van jou Voor altijd             | NL35 (4 Wo.)NL | — | Erstveröffentlichung: 17. Januar 2025                                                          |
| 2025 | Hoe zou het zijn geweest Voor altijd           | — | — | Erstveröffentlichung: 2. Mai 2025                                                              |
| 2025 | Nachtenlang –                                  | NL11 (… Wo.)NL | — | Erstveröffentlichung: 3. Juli 2025 mit Donnie                                                  |